# Saint-Amant-de-Montmoreau

Saint-Amant-de-Montmoreau este o comună în departamentul Charente, Franța. În 1 ianuarie 2018 avea o populație de 687 de locuitori.